# Underwater
Underwater är en kanadensisk serie av Chester Brown. Utgiven i egen serietidning på 11 nummer, med start 1994 på förlaget Drawn & Quarterly.
Underwater skildrar ett barns födelse och uppväxt ur barnets synvinkel. Första avsnittet inleds med att flickan Kupifam sätts till världen tillsammans med sin tvillingsyster Juz. Från början förstår Kupifam ingenting av vad de vuxna omkring henne säger, vilket syns i pratbubblorna som i första numret fylls helt och hållet av ett obegripligt fikonspråk (som dock enligt Brown har en fungerande grammatik). Ju äldre Kupifam blir, desto begripligare blir språket och allt fler engelska ord kan utläsas. I Underwater flyter Kupifams drömmar och verklighet, upplevelser och minnen samman och man vet inte alltid vad som är vad. Brown har tagit fasta på surrealismen i barndomens upptäckter och upplevelser och driver den till sin spets.
Återkommande andraserie i tidningen Underwater var Browns "Matthew", en serie tolkningar av Matteusevangeliet.
 Artikeln var, i den version den hade den 9 februari 2006, helt eller delvis hämtad från Seriewikin (hos Seriefrämjandet): Underwater